# 亞霍爾雷克河
亞霍爾雷克河（烏克蘭語：Ягорлик），是東歐的河流，流經烏克蘭和摩爾多瓦，屬於德涅斯特河的左支流，發源自斯洛比德卡附近，河道全長73公里，流域面積1,590平方公里。